# Gafur Guliam
Gafur Guliam (în rusă Гафу́р Гуля́м, în uzbecă Gʻafur Gʻulom; n. 27 aprilie/10 mai 1903, Toshkent, Turkestanski krai⁠(d), Imperiul Rus – d. 10 iulie 1966, Toshkent, Republica Sovietică Socialistă Uzbecă, URSS) a fost un poet și prozator uzbec din fosta URSS. Alături de Hamza Hakimzade Niyazi, a fost creator al poeziei uzbece moderne.
Scrierile sale reflectă transformările aduse în regiune în urma Revoluției Bolșevice.

## Scrieri
- 1929: Parangi
- 1930: Kukan
- 1931: Povestiri ("Hikojalar")
- 1931: Culegere de povestiri umoristice ("Kulgi hikojalar tuplami")
- 1934: Nunta ("Tui")
- 1942: Tu nu ești copil orfan ("Sen jetim emassan")
- 1946: Mândria poporului uzbek ("Uzbek elining gururi")

## Legături externe
- en  Free Online Encyclopedia